# Саломеја Заксајте
Саломеја Заксајте (литв. Salomėja Zaksaitė; рођена 25. јула 1985. у Каунасу) је литванска шахисткиња (ВИМ), криминологиња и кривичноправна активисткиња, правница.

## Биографија
Похађала је од 2003. до 2008. Правни факултет и добила диплому магистра права са трговинском специјализацијом за криминологију и 2008-2012. завршила докторске студије на Правном факултету Универзитета у Вилњусу. Докторирала је 2012. криминологијy на кривичном праву.
Радила је у Правном институту, од новембра 2006. као асистент, а од 2008. од 2009. као врхунски специјалиста и истраживач. Од априла 2013. је пост-докторанд на универзитету Миколас Ромер.
Године 2003. добила је титулу Међународни Мастер жена (ВИМ). Први тренер био јој је Гинтаутас Петрајтис (* 1944), ИЦЦГМ (преписка шах). Њен тренутни тренер је Вајдас Сакалаускас (* 1971), ИМ.